# Tylototriton wenxianensis
Tylototriton wenxianensis är en groddjursart som beskrevs av Fei, Ye och Yang 1984. Tylototriton wenxianensis ingår i släktet Tylototriton och familjen vattensalamandrar. IUCN kategoriserar arten globalt som sårbar. Inga underarter finns listade i Catalogue of Life.